# Glyptobasis nigrifrons
Glyptobasis nigrifrons är en insektsart som beskrevs av Douglas E. Kimmins 1949. Glyptobasis nigrifrons ingår i släktet Glyptobasis och familjen fjärilsländor. Inga underarter finns listade i Catalogue of Life.